# Gouvernement Topolánek II
 (septembre 2023).
Si vous disposez d'ouvrages ou d'articles de référence ou si vous connaissez des sites web de qualité traitant du thème abordé ici, merci de compléter l'article en donnant les références utiles à sa vérifiabilité et en les liant à la section « Notes et références ».
République tchèque
Topolánek I Fischer
Le gouvernement Topolánek II (Druhá vláda Mirka Topolánka) est le gouvernement de la République tchèque du 9 janvier 2007 au 8 mai 2009, durant la cinquième législature de la Chambre des députés.

## Coalition et historique
Dirigé par le président du gouvernement libéral désigné, Mirek Topolánek, il était soutenu par une coalition entre le Parti démocratique civique (ODS), l'Union chrétienne démocrate - Parti populaire tchécoslovaque (KDU-ČSL) et le Parti des Verts (SZ), qui disposaient ensemble de 100 sièges sur 200 à la Chambre des députés, soit 50 % des élus.
Il a été formé à la suite du refus de la Chambre d'accorder, le 3 octobre 2006, sa confiance au gouvernement Topolanek I, formé uniquement de l'ODS et de membres indépendants. Il a été renversé le 24 mars 2009 par une motion de censure du Parti social-démocrate tchèque (ČSSD), mais est resté en fonctions jusqu'au 8 mai 2009 grâce à un accord entre l'ODS et le ČSSD. Il a ensuite été remplacé par un gouvernement de techniciens dirigé par Jan Fischer, disposant du soutien des libéraux, des sociaux-démocrates et des écologistes.

## Composition

### Initiale (9 janvier 2007)
| Poste                                                                       | Titulaire | Titulaire                                                                                          | Parti   |
| --------------------------------------------------------------------------- | --------- | -------------------------------------------------------------------------------------------------- | ------- |
| Président du gouvernement                                                   |           | Mirek Topolánek                                                                                    | ODS     |
| Premier vice-président du gouvernement                                      |           | Jiří Čunek (jusqu'au 13/11/2007)                                                                   | KDU-ČSL |
| Vice-président du gouvernement Ministre de l'Environnement                  |           | Martin Bursík                                                                                      | SZ      |
| Vice-président du gouvernement Ministre du Travail et des Affaires sociales |           | Petr Nečas                                                                                         | ODS     |
| Vice-président du gouvernement Chargé des Affaires européennes              |           | Alexandr Vondra                                                                                    | Aucun   |
| Ministre des Affaires étrangères                                            |           | Karel Schwarzenberg                                                                                | Aucun   |
| Ministre de la Défense                                                      |           | Vlasta Parkanová                                                                                   | KDU-ČSL |
| Ministre des Finances                                                       |           | Miroslav Kalousek                                                                                  | KDU-ČSL |
| Ministre de l'Intérieur                                                     |           | Ivan Langer                                                                                        | ODS     |
| Ministre du Développement régional                                          |           | Jiří Čunek (jusqu'au 13/11/2007)                                                                   | KDU-ČSL |
| Ministre du Développement régional                                          |           | Milan Půček (jusqu'au 01/04/2008)                                                                  | Aucun   |
| Ministre du Développement régional                                          |           | Jiří Čunek (jusqu'au 12/01/2009)                                                                   | KDU-ČSL |
| Ministre de l'Industrie et du Commerce                                      |           | Martin Říman                                                                                       | ODS     |
| Ministre des Transports                                                     |           | Aleš Řebíček (jusqu'au 12/01/2009)                                                                 | ODS     |
| Ministre de l'Agriculture                                                   |           | Petr Gandalovič                                                                                    | ODS     |
| Ministre de l'Éducation, de la Jeunesse et des Sports                       |           | Dana Kuchtová (jusqu'au 03/10/2007) Intérim de Martin Bursík Ondřej Liška (à partir du 04/12/2007) | SZ      |
| Ministre de la Culture                                                      |           | Helena Třeštíková (jusqu'au 24/01/2007)                                                            | Aucun   |
| Ministre de la Culture                                                      |           | Václav Jehlička (à partir du 26/01/2007)                                                           | KDU-ČSL |
| Ministre de la Santé                                                        |           | Tomáš Julínek (jusqu'au 12/01/2009)                                                                | ODS     |
| Ministre de la Justice                                                      |           | Jiří Pospíšil                                                                                      | ODS     |
| Ministre sans portefeuille Droits humains et Minorités                      |           | Džamila Stehlíková (jusqu'au 12/01/2009)                                                           | SZ      |
| Ministre sans portefeuille Président du conseil législatif                  |           | Cyril Svoboda                                                                                      | KDU-ČSL |

### Remaniement du 23 janvier 2009
- Les nouveaux ministres sont indiqués en gras, ceux ayant changé d'attributions en italique.

| Poste                                                                       | Titulaire | Titulaire           | Parti   |
| --------------------------------------------------------------------------- | --------- | ------------------- | ------- |
| Président du gouvernement                                                   |           | Mirek Topolánek     | ODS     |
| Première vice-présidente du gouvernement Ministre de la Défense             |           | Vlasta Parkanová    | KDU-ČSL |
| Vice-président du gouvernement Ministre de l'Environnement                  |           | Martin Bursík       | SZ      |
| Vice-président du gouvernement Ministre du Travail et des Affaires sociales |           | Petr Nečas          | ODS     |
| Vice-président du gouvernement Chargé des Affaires européennes              |           | Alexandr Vondra     | Aucun   |
| Ministre des Affaires étrangères                                            |           | Karel Schwarzenberg | Aucun   |
| Ministre des Finances                                                       |           | Miroslav Kalousek   | KDU-ČSL |
| Ministre de l'Intérieur                                                     |           | Ivan Langer         | ODS     |
| Ministre du Développement régional                                          |           | Cyril Svoboda       | KDU-ČSL |
| Ministre de l'Industrie et du Commerce                                      |           | Martin Říman        | ODS     |
| Ministre des Transports                                                     |           | Petr Bendl          | ODS     |
| Ministre de l'Agriculture                                                   |           | Petr Gandalovič     | ODS     |
| Ministre de l'Éducation, de la Jeunesse et des Sports                       |           | Ondřej Liška        | SZ      |
| Ministre de la Culture                                                      |           | Václav Jehlička     | KDU-ČSL |
| Ministre de la Santé                                                        |           | Daniela Filipiová   | ODS     |
| Ministre de la Justice                                                      |           | Jiří Pospíšil       | ODS     |
| Ministre sans portefeuille Droits humains et Minorités                      |           | Michael Kocáb       | SZ      |
| Ministre sans portefeuille Président du conseil législatif                  |           | Pavel Svoboda       | KDU-ČSL |